# Cynodon × magennisii
Cynodon × magennisii là một loài thực vật có hoa trong họ Hòa thảo. Loài này được Ruth Hurcombe mô tả khoa học đầu tiên năm 1947. Nó là lai ghép của C. dactylon với C. transvaalensis.

## Phân bố
Loài này là bản địa các tỉnh Bắc (Gauteng, Mpumalanga, Limpopo, Tây Bắc) ở Nam Phi, nhưng đã du nhập vào miền nam Hoa Kỳ (các bang Alabama, Texas).